# Aghorasiva Acharya
Aghorasiva Acharya é um autor é uma obra da literatura indiana, entre o século XIII e XIV do caléndario gregoriano.
Ele foi autor e filósofo shaivista (hinduísmo) do sul da Índia patrocinado pelo Rei Prataparudra(1296-1323), criando a escola filosófica Siddhanta, que enfatizava passagens dualistas dos diversos agamas e outros textos indianos.  A filosofia Meykandar foi baseada nos postulados de Aghorasiva. 
Os trabalhos foram perdidos, apenas restou um comentário sobre a onisciência baseado na obra "Hatha Ratna Avali", denominado "Sarvajna Uttara-Vritti".

## Obras
Sarvajna Uttara-Vritti 